# Litsea diversifolia
Litsea diversifolia är en lagerväxtart som beskrevs av Carl Ludwig von Blume. Litsea diversifolia ingår i släktet Litsea och familjen lagerväxter. Inga underarter finns listade i Catalogue of Life.